# Лемвердер
Лемвердер (нем. Lemwerder) — община в Германии, в земле Нижняя Саксония.
Входит в состав района Везермарш. Население составляет 7018 человек (на 31 декабря 2010 года). Занимает площадь 36,38 км².
Коммуна подразделяется на 5 сельских округов.
| Год  | Население |
| ---- | --------- |
| 1990 | 6964      |
| 1995 | 7097      |
| 2000 | 7380      |
| 2005 | 7266      |
| 2010 | 7115      |